# Posłowie do Parlamentu Europejskiego 1958–1962
Posłowie do Parlamentu Europejskiego w latach 1958–1962 zostali mianowani przez parlamenty krajowe 6 państw członkowskich wspólnot europejskich. Kadencja rozpoczęła się 1 stycznia 1958 i zakończyła się 9 stycznia 1962.
Pomiędzy państwa członkowskie podzielono 142 mandaty.
Przewodniczącym PE 1958–1962 był Hans Furler (do 1960) i następnie Robert Schuman.
W Parlamencie Europejskim w latach 1955–1958 powołano trzy frakcji politycznych:
- Partia Europejskich Socjalistów (SOC)
- Europejska Partia Ludowa (CD)
- Partia Europejskich Liberałów, Demokratów i Reformatorów (LD)
- Niez. (NI)

## Deputowani według grup

### SOC
| Państwo    | Lista | Posłowie | Liczba |
| ---------- | ----- | --- | ------ |
| Belgia     | BSP   | Paul-Henri Spaak, Achille Van Acker | 2      |
|            | PS    | Fernand Dehousse, Henri François Simonet, Hendrik Fayat | 3      |
| Francja    | SFIO  | Guy Mollet, Pierre Lapie, Francis Vals, Christian Pineau, Vincent Auriol, Robert Marjolin | 6      |
|            | PS    | Georges Spénale | 1      |
|            | UDSR  | François Mitterrand, René Pleven, Raymond Marcellin | 3      |
| Holandia   | PvdA  | Marinus van der Goes van Naters, Gerard Nederhorst, Siep Posthumus, Henk Vredeling | 4      |
| Luksemburg | LSAP  | Victor Bodson, Henry Cravatte | 2      |
| RFN        | SPD   | Karl Bergmann, Willi Birkelbach, Kurt Conrad (do 1959), Heinrich Deist, Gerhard Kreyssig, Georg Leber (do 1959), Ludwig Metzger, Ludwig Ratzel (do 1959), Helmut Schmidt (do 1961), Martin Schmidt, Heinrich Sträter (do 1961), Käte Strobel | 12     |
| Włochy     | PSI   | Lionello Levi Sandri, Antonio Giolitti, Antonio Ruberti, Francesco De Martino | 4      |
|            | PSDI  | Pietro Nenni, Giuseppe Saragat | 2      |
| Razem      | Razem | Razem | 39     |

### CD
| Państwo    | Lista | Posłowie | Liczba |
| ---------- | ----- | --- | ------ |
| Belgia     | cdH   | Albert Coppé, Pierre Wigny, Gaston Eyskens | 3      |
|            | CD&V  | Alfred Bertrand, Victor Leemans, Théo Lefèvre, Jean Duvieusart | 4      |
| Francja    | MDF   | Robert Schumann, Alain Poher, François de Menthon, Pierre Pflimlin, Maurice Schumann, Georges Bidault, Pierre-Henri Teitgen | 7      |
|            | UNR   | Michel Debré, Charles de Gaulle, Maurice Couve de Murville, Georges Pompidou | 4      |
|            | CNI   | Vincent Auriol, Antoine Pinay, Roland de Moustier, Joseph Laniel | 4      |
| Holandia   | KVP   | Pieter Blaisse, MMAA Janssen, Maan Sassen (do 13.02.1958), Flip van Campen, Kees van der Ploeg, Wim Schuijt | 6      |
|            | ARP   | Willem Rip (do 8.02.1959), Cees Hazenbosch (do 10.01.1961) | 2      |
|            | CHU   | Franz Lichtenauer (do 1.10.1961) | 1      |
| Luksemburg | CSV   | Joseph Bech, Pierre Frieden, Pierre Werner | 3      |
| RFN        | CDU   | Heinrich von Brentano, Fritz Burgbacher, Arved Deringer, Alexander Elbrächter (do 1958), Ernst Engelbrecht-Greve, Ferdinand Friedensburg, Hans Furler, Karl Hahn, Joseph Illerhaus, Hermann Kopf, Aloys Lenz, Paul Leverkuehn (do 1959), Heinrich Lindenberg (do 1961), Ernst Müller-Hermann, Hans Richarts, Anton Storch, Willi Birkelbach | 17     |
|            | CSU   | Hugo Geiger (do 1961), Hans August Lücker, Josef Oesterle (do 1959), Maria Probst | 4      |
| Włochy     | DC    | Edoardo Martino, Adone Zoli (do 1960), Amintore Fanfani, Antonio Segni, Fernando Tambroni, Giuseppe Pella, Attilio Piccioni, Giuseppe Caron, Piero Malvestiti, Giovanni Gronchi, Giovanni Leone, Aldo Moro, Mariano Rumor, Franco Maria Malfatti, Lorenzo Natali, Romano Prodi, Filippo Maria Pandolfi, Paolo Emilio Taviani                | 18     |
|            | SVP   | Carl von Braitenberg (do 1959) | 1      |
| Razem      | Razem | Razem | 74     |

### LIB
| Państwo    | Lista | Posłowie                                                                                  | Liczba |
| ---------- | ----- | ----------------------------------------------------------------------------------------- | ------ |
| Belgia     | PL    | Albert Lilar                                                                              | 1      |
|            | PRL   | Jean Rey                                                                                  | 1      |
| Holandia   | VVD   | Henk Korthals (do 19.05.1959)                                                             | 1      |
| Luksemburg | DP    | Eugène Schaus                                                                             | 1      |
| RFN        | FDP   | Robert Margulies, Walter Scheel (do 1961), Heinz Starke (do 1961)                         | 3      |
| Francja\|  | PR    | Félix Gaillard, René Mayer, Edgar Faure Henri Queuille, André Marie, Pierre Mendès France | 6      |
| Włochy     | PLI   | Enrico De Nicola, Luigi Einaudi, Gaetano Martino, Paolo Emilio Taviani                    | 4      |
|            | PRI   | Carlo Sforza                                                                              | 1      |
| Razem      | Razem | Razem                                                                                     | 17     |

### NI
| Państwo | Lista       | Posłowie                                                                                                | Liczba |
| ------- | ----------- | --- | ------ |
| Francja | bezpartyjny | Henri Rochereau, Raymond Barre, Étienne Hirsch, Pierre Chatenet, Louis Armand                           | 6      |
| Włochy  | bezpartyjny | Altiero Spinelli, Guido Colonna di Paliano, Rinaldo Del Bo, Carlo Scarascia-Mugnozza, Giuseppe Petrilli | 6      |
| Razem   | Razem       | Razem                                                                                                   | 10     |

## Zmiany deputowanych
Francja
| - André Bord (UNR, od 1961) |

Holandia
| - Henk Vredeling (PvdA, od 19.03.1958) - Frederik Gerard van Dijk (VVD, od 22.06.1959) - Johan van Hulst (CHU, od 16.10.1961) |

Niemcy (RFN)
| - Heinrich Aigner (CSU, od 1961) - Albrecht Aschoff (FDP, od 1961) - Ilse Elsner (SPD, od 1961) - Walter Faller (SPD, od 1961) - Karl Bergmann (SPD, od 1959) - Kurt Birrenbach (CDU, od 1959 do 1961) - Fritz Hellwig (CDU, od do 1959) - Walter Löhr (CDU, od 1959) | - Willy Odenthal (SPD, od 1959 do 1961) - Adolf Mauk (FDP, od 1961) - Wilhelm Michels (SPD, od 1961) - Willy Max Rademacher (FDP, od 1961) - Hans Stefan Seifriz (SPD, od 1961) - Gerhard Philipp (CDU, od 1959) - Otto Weinkamm (CSU, od 1959) - Hans-Jürgen Wischnewski (SPD, od 1961) |

## Przewodniczący grup
- SOC: Pierre-Olivier Lapie (do 1959), Willi Birkelbach
- CD: Alain Poher

## Rozkład mandatów według państw i grup (na koniec kadencji)
| Grupa poselska Państwo członkowskie | SOC | CD | LIB | Niez. | Razem |
| Belgia                              | 5   | 7  | 2   |       | 14    |
| Francja                             | 10  | 15 | 5   | 6     | 36    |
| Holandia                            | 4   | 9  | 1   |       | 14    |
| Luksemburg                          | 2   | 3  | 1   |       | 6     |
| Niemcy                              | 12  | 21 | 3   |       | 36    |
| Włochy                              | 6   | 19 | 5   | 6     | 36    |
| Unia Europejska                     | 39  | 74 | 17  | 12    | 142   |